# Пам'ятник Солженіцину (Владивосток)
Пам'ятник О. І. Солженіцину - бронзова скульптура письменника, публіциста, громадського та політичного діяча, лауреата Нобелівської премії з літератури (1970 рік) Олександра Ісаєвича Солженіцина, встановлена на Корабельній набережній Владивостока в 2015 році. Автор пам'ятника - скульптор Петро Чегодаєв .

## Історія
Урочиста церемонія відкриття пам'ятника відбулася 5 вересня 2015 року. У ній приййняли участь син письменника Єрмолай Солженіцин, голова адміністрації Владивостока Ігор Пушкарьов, скульптор Петро Чегодаєв, архітектор Анатолій Мельник, керівник Владивостокської централізованої бібліотечної системи Сергій Соловйов, а також місцеві жителі  .
Фінансові кошти на встановлення пам'ятника були виділені ВАТ « Владивостокський морський рибний порт »  .

## Опис
Пам'ятник уявляє собою  бронзову скульптуру Солженіцина на повний зріст на невеличкому постаменті. Письменник немов сходить з трапу судна, який причалив до берега  . Висота пам'ятника - 2,62 м  .

## Солженіцин у Владивостоці

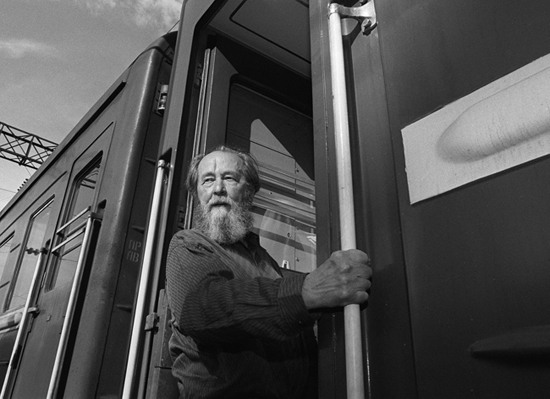
О. Солженіцин у Владивостоці в 1994 році перед від'їздом у подорож по Росії.

27 травня 1994 року О.Солженіцин, який повернувся в Росію після довгих років життя в еміграції, прибув на літаку з США  до Магадану, а потім прилетів у Владивосток, в якому знаходився протягом трьох діб. Під час перебування у місті він виступив на мітингу, дав два інтерв'ю, зустрівся зі студентами Далекосхідного державного технічного університету та представниками місцевої влади. Потім потягом  по Транссибірській магістралі письменник відбув до Москви   .

## Реакція громадськості
Встановлення пам'ятника Солженіцину у Владивостоці викликало суперечливі почуття  серед мешканців міста  . Зокрема, суперечки викликало  місце розташування пам'ятника.. Краєзнавець, почесний громадянин Владивостока Неллі Мізь в інтерв'ю ТАРС відмитила: «Моє тверде переконання, що пам'ятник цей зовсім не на своєму місці. Чому він на одній нозі, чому він  виходить із моря ? Я бачила, як він приїжджав у Владивосток, був на площі, але на набережну не спускався. До того ж тут пам'ятник героям російсько-японської війни, поруч  - пам'ятник нашим підводникам,героям Великої Вітчизняної війни -  меморіальний підводний човен  С-56.... Солженіцин сюди просто не вписується »  .
Через декілька днів після відкриття пам'ятник був спаплюжений місцевим жителем, який повісив на нього табличку з надписом «Юда»  . Як з'ясувалося пізніше, порушником виявився перший секретар владивостокського міського комітету Загальноросійської громадської молодіжної організації « Ленінський комуністичний союз молоді Російської Федерації », помічник депутата Законодавчих зборів Приморського краю Максим Шинкаренко , який рік тому безуспішно добивався встановлення у Владивостоці пам'ятника Сталіну .